# فردریک دو هاوتمن
فردریک دی هاوتمن (انگلیسی: Frederick de Houtman; unknown date, ح. 1571 – ۲۱ اکتبر ۱۶۲۷) مکتشف جغرافیایی، ناوبر، فرماندار هلندی بود. در گودا متولد شد او همچنین در سفر تجاری با هدایت برادرش، کورنلیس دی هاوتمن، که کشته شد، از سال ۱۵۹۸ تا ۱۶۰۰ شرکت کرد و توسط سلطان آچه در شمال سوماترا زندانی شد. وی از دو سال اسارت خود - از سپتامبر ۱۵۹۹ تا دسامبر ۱۶۰۱ - برای مطالعه زبان محلی مالایایی و مشاهدات نجومی استفاده کرد. پس از بازگشت دی هاوتمن به اروپا، دی هاوتمن مشاهدات عالی خود را در خصوص فرهنگ لغت و دستور زبان مالایی منتشر کرد بعدتر او با گروهی به سواحل استرالیا رفت و نقشه‌هایی از آنجا تهیه کرد.